# Ede Dunai
Ede Dunai (Budapeste, 14 de julho de 1949) é um ex-futebolista profissional húngaro que atuava como meia.

## Carreira
Ede Dunai fez parte do elenco medalhista de prata em Munique 1972